# Steinheim (Neu-Ulm)
Steinheim ist ein Ortsteil der Großen Kreisstadt Neu-Ulm im Westen von Bayern. Steinheim gehört zum Regierungsbezirk Schwaben.

## Geographie
Steinheim liegt etwa 9 km östlich der Stadtmitte Neu-Ulms. Der Ortsteil mit etwa 800 Einwohnern befindet sich am Ostufer der Leibi etwa 1 km östlich der A 7. Über die B 10 oder über die Staatsstraße 2023 / Kreisstraße NU 6 erreicht man Steinheim über die Ortsteile Schwaighofen und Burlafingen in wenigen Minuten. Steinheim liegt wie alle anderen Ortsteile Neu-Ulms etwa 480–500 m ü. NN. Umliegende Neu-Ulmer Ortsteile sind Finningen, Pfuhl und Burlafingen. Außerdem grenzen die Gemeinden Nersingen, Pfaffenhofen an der Roth und Holzheim an.

### Gewässer
Am westlichen Ortsrand von Steinheim fließt die Leibi vorbei, ein Nebengewässer der Donau.
In Nord-westlicher Richtung befindet sich der Brandstätter See, ein Baggersee mit einer Wasserfläche von ca. 20 ha, der heute als Naherholungs- und Badesee genutzt wird. In dem künstlich angelegten See befinden sich Karpfen, Schleien, Zander, Hechte, Waller sowie Forellen, Barsche und Weißfische. Der Fischereiverein Unterelchingen bewirtschaftet hierbei den See. Mittlerweile hat sich dort auch eine Biberfamilie angesiedelt.
Kleinere Gewässer, wie der Dorfweiher, oder der Weiher am Geraden Weg liegen ebenfalls auf Steinheimer Flur. Der Steinheimer See, mit ca. 3 ha, befindet sich aber auf Holzheimer Flur, lediglich zwei kleiner Teiche direkt daneben, gehören zur Steinheimer Gemarkung. Der Steinheimer See wird vom Fischereiverein Ulm/neu-Ulm e. V. bewirtschaftet.

## Entwicklung und Geschichte

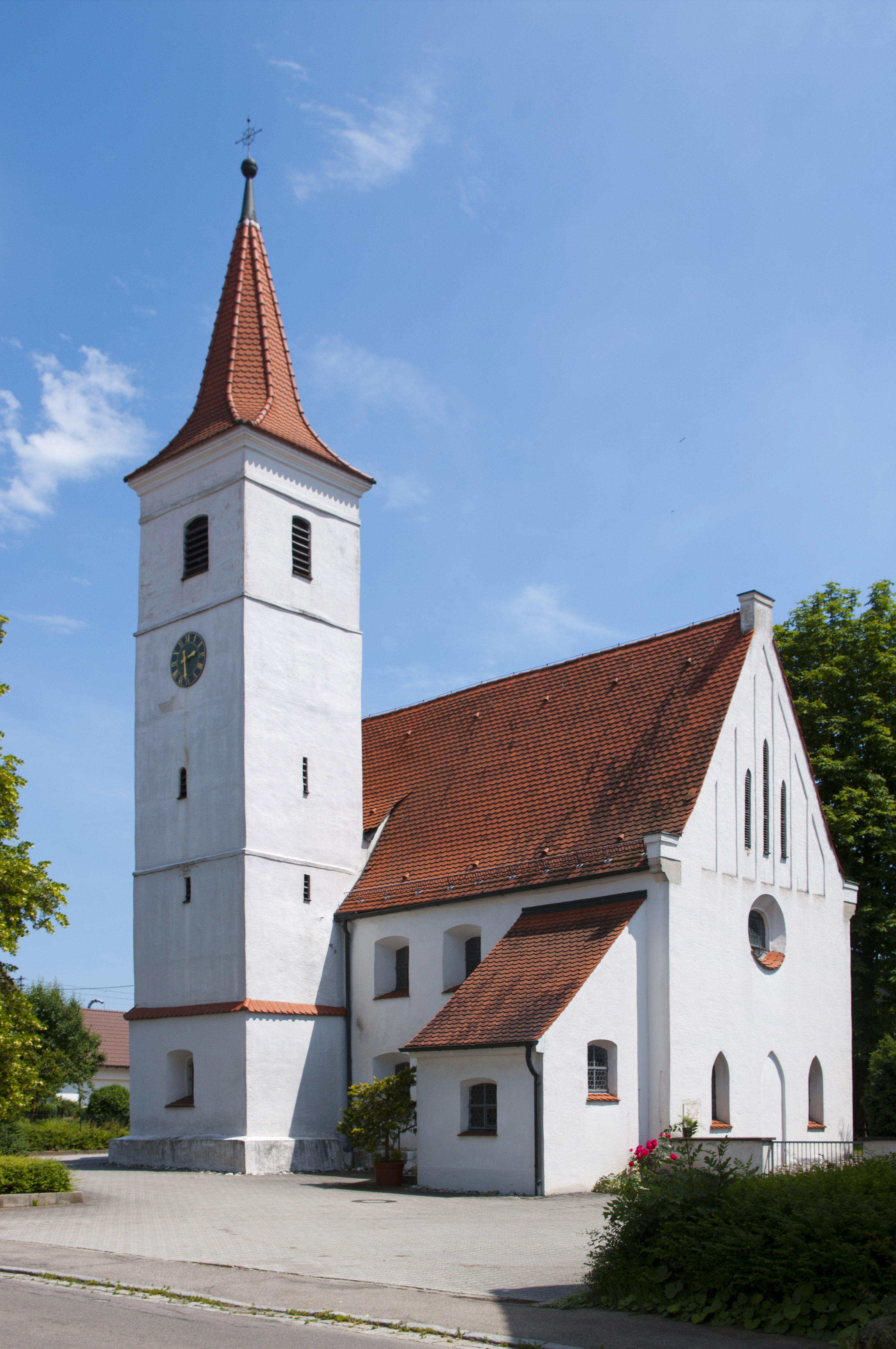
Kirche St. Nikolaus Steinheim

Steinheim wurde im Jahr 1225 erstmals urkundlich erwähnt.
Das Pfarrdorf besteht aus dem gleichnamigen Ort Steinheim und dem Gewerbegebiet „Nördlich des Fohlenweges“.
Am 1. Januar 1976 wurde Steinheim in die Nachbargemeinde Pfuhl eingegliedert, nachdem eine Eingemeindung nach Nersingen abgelehnt wurde.
Seit der Eingemeindung Pfuhls in die Kreisstadt Neu-Ulm am 1. Juni 1977 ist Steinheim deren Ortsteil.

## Politik

### Stadtrat
Als einziger Vertreter ist Reinhard Junninger, CSU, seit 2008 in den Stadtrat von Neu-Ulm gewählt.

## Religion
Die Steinheimer Bevölkerung ist aufgrund des Ulmer Einflusses überwiegend evangelisch. Die 1471 erbaute evangelisch-lutherische Pfarrkirche St. Nikolaus befindet sich im Ortskern.
Im Jahr 1877 erhielt die Nikolaus-Kirche eine neue Orgel. Das Instrument mit 6 Registern auf einem Manual und Pedal war eine der letzten Arbeiten des Augsburger Orgelbauers Joseph Anton Bohl (1801–1878). Das Gehäuse der ursprünglichen Orgel ist erhalten, das Werk wurde zweimal erneuert.

## Sehenswürdigkeiten

### Römerzeit
Durch Steinheim verläuft die alte römische Donausüdstraße. Sie ist im Verlauf identisch mit Verbindungsstraße aus Finningen, der Burlafinger Straße und dem Straßer Weg. Ursprüngliche diente die Römerstraße als Verbindungsstraße zwischen Hüfingen nahe der Quelle der Donau bis nach Konstantinopel.

### Buchberg
Im Norden befindet sich der 493 Meter hohe Buchberg, ein Schwemmkegel vor dem glazialen Abflusstal der Donau, der den Ort um ca. 25 Meter überragt. Am Fuß des Hügel in südlicher Lage, befindet sich heute noch Überreste eines Bierkellers. Dieser unterstreicht die frühere Bedeutung der Anhöhe als Ausflugsziel mit Wochenendhäusern.
Obwohl vermutet wird, dass aufgrund der strategischen Lage eine Burg auf dem Buchberg naheliegend ist, konnten bis heute keine Anzeichen hierfür gefunden werden. Luftbildaufnahmen gaben einst zu der Vermutung Anlass, auf dem Hügel könnte ein römisches Landgut, eine sogenannte Villa Rustica, gestanden haben. Weitere archäologische Untersuchungen fanden bisher jedoch nicht statt. Unmittelbar zum Buchberg, entlang der Leibi und des Landgrabens verlief die Grenze zwischen den Territorien von Ulm-Reichenau und Elchingen-Burgau.
Von dem Buchberg gibt es zahlreiche Erzählungen und Legenden. Eine davon befasst sich mit einer Burg auf dem Buchberg.
Vor alten Zeiten soll auf dem Buchberg eine Burg gestanden haben, in der eine reiche Rittersfamilie wohnte. Sie hatten zwei Töchter, davon war eine freundlich und gut, aber blind, die andere stolz, böse und geizig. Jeden Sonntag fuhr der Graf mit den beiden Töchtern in einer Kutsche zur Kirche nach Nersingen. Die Glocken läuteten auf ihrem Hin- und Rückweg, denn der Burgherr soll eine Glocke für die Nersinger Kirche gestiftet haben. Nach dem Tod des Vaters beschlossen die Töchter, ihr Erbe gerecht zu teilen. Sie maßen das Geld in Bechern. Hierbei habe nun die Sehende die Blinde übervorteilt, indem sie den Becher umstürzte und nur den Bodenrand füllte. Die Blinde strich mit ihrer Hand darüber und war zufrieden.
Zur Strafe hierfür habe die Sehende später auf dem Schloss umhergehen müssen. Dabei soll die Unehrliche einmal dem Schmid von Nersingen erschienen sein, dem sie das Vorgefallene erzählte und ihn bat, mit ihr zu gehen. Sie müssten durch sieben Türen gehen und würden den Teufel auf einer Geldtruhe sitzend, mit dem Schlüssel in der Hand finden. Würde er dem Teufel den Schlüssel entreißen, so gehöre ihm alles Geld, sie aber wäre sodann erlöst. Hierauf traten beide den Gang durch die Türen an. Als sie bei der letzten Tür angelangt waren und der Schmid den Teufel brüllen hörte, sei ihm das Herz in die Hosentasche gefallen, und nach Anrufen der heiligen drei Namen sei er im Freien gestanden.

### Bodendenkmäler
In unmittelbarer Nähe zu Steinheim befinden sich mehrere historische Bodendenkmäler.
In östlicher Richtung im Bereich „Links vom Straßer Weg“ befindet sich ein großes Feld mit einem Grabhügel vorgeschichtlicher Zeitstellung. Nordöstlich der Kläranlage befindet sich eine Siedlung vor- und frühgeschichtlicher Zeitstellung. Am Buchberg lassen sich eine Siedlung des Neolithikums, der Urnenfelderzeit und der römischen Kaiserzeit nachweisen. Nördlich des „Vorderen Hahnenbergs“, südlich der Verbindungsstraße zwischen Finningen und Steinheim, befindet sich eine Siedlung des Altneolithikums. An der äußersten östlichen Gemeindegrenze zu Nersingen befindet sich eine weitere Siedlung, Gräber und Kreisgraben vor- und frühgeschichtlicher Zeitstellung. Direkt südlich des Straßer Wegs unmittelbar am Ortseingang befinden sich des Weiteren Körpergräber mittelalterlicher Zeitstellung. Ende 2020 entdeckte man bei der Erschließung des Neubaugebiets „Im Steinet“, am Ortsende zwischen Herdgasse und der Kläranlage ein weiteres Bodendenkmal, aus der Urnenfeldkultur oder eine hallstattzeitliche Siedlung. Alle historischen Bodendenkmäler sind am Boden nicht sichtbar.

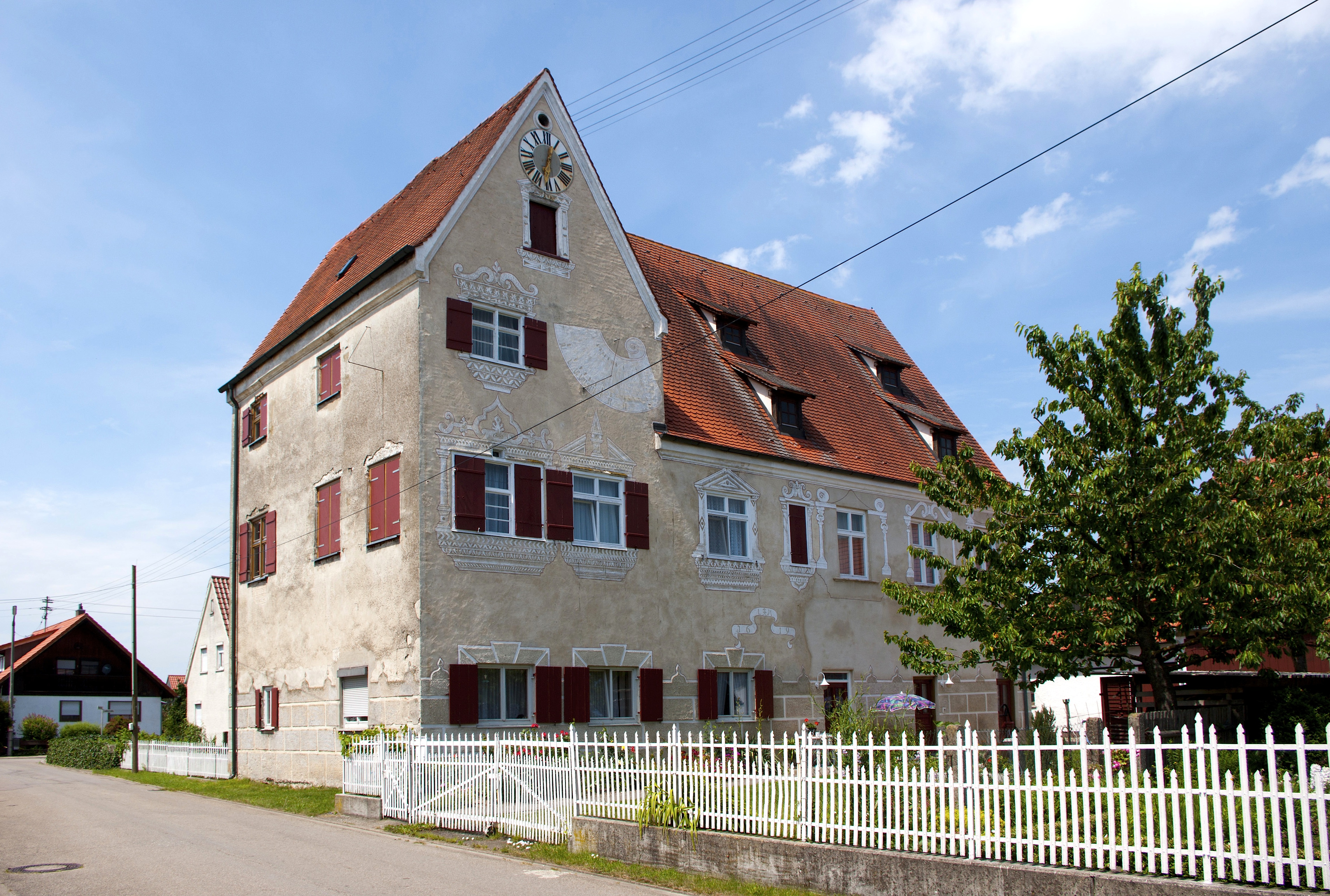
Schloss in Steinheim

### Schlösser
In Steinheim befinden sich drei Schlösser bzw. Herrenhäuser. Das auffälligste, Schloss Steinheim, befindet sich in der Bauernstraße 26. Der ehemalige Patrizierlandsitz wurde um 1619 für die Ulmer Patrizier Albrecht und Magdalena Schleicher errichtet. Noch heute sind an den Fassaden reiche Sgraffito-Dekorationen, Fensterädikulen und einer Sonnenuhr vorhanden. An der angrenzenden Scheune sind drei Wappensteine aus den Jahren 1619, 1688 und 1707 zu sehen. Die beiden weiteren Gebäude sind heute nicht mehr als Herrensitz oder Schlösschen zu erkennen, da sie in der Vergangenheit stark umgebaut wurden. Das Patrizierschlößchen Steinheim befindet sich an der Buchbergstrasse 5, wurde wohl im 16. Jahrhundert errichtet und im 18. Jahrhundert zur heutigen Form umgebaut. Der ehemalige Herrensitz Steinheim wurde vermutlich im 16. Jahrhundert errichtet. Er befindet sich an der Remmeltshofer Straße 3 und ist heute ein stark verändertes Wohnhaus.
In der Liste der Baudenkmäler in Neu-Ulm sind für Steinheim drei Baudenkmale aufgeführt.

## Kultur

### Bildung
Steinheim verfügt über einen städtischen Kindergarten im 2024 neu errichteten Kinderhaus Kunterbund. Im Bonifaz-Stölzlin-Haus existierte davor ein Kindergarten der evangelischen Kirche. Die Trägerschaft wechselte 2021 von der evangelischen Kirche auf die Stadt Neu-Ulm. Anfang 2024 wurde im Bereich der Vereinshalle ein neuer städtischer Kindergarten, das Kinderhaus Kunterbunt eröffnet. Der zweigeschossige rund 4,9 Millionen Euro teurer Neubau verfügt damit Platz für 1 Krippen- und 3 Kindergartengruppen oder für 75 Kindergarten. und 13 Krippenkinder.

Spielplatz Steinheim

### Vereine
In Steinheim ist das Vereinsleben stark ausgeprägt. Zurzeit (Dezember 2013) gibt es in Steinheim 9 Vereine. Dies sind der Vereinsring Steinheim e. V., die Freiwillige Feuerwehr Steinheim e. V., der TSV Steinheim e. V., der Musikverein Steinheim e. V., der Sängerbund Steinheim e. V., der Obst- und Gartenbauverein Steinheim e. V., der Soldatenverein Steinheim e. V., die Schützengesellschaft Steinheim 1910 e. V. und der Lohnsteuerberatungsverbund e. V. Letzterer ist nicht über den Vereinsring organisiert.
Der Vereinsring Steinheim wurde 1982 mit dem Ziel gegründet, eine Vereinshalle zu erbauen. 1986 wurde sie eingeweiht. Heute ist der eigentliche Zweck die Verwaltung der Halle und Koordination der öffentlichen Veranstaltungen der Vereine sowie private Veranstaltungen. In der Halle befindet sich eine Kegelbahn, ein Saal für 170 Personen und eine Gaststube für 35 Personen. Der Vereinsring plant den jährlichen Kinderfasching mit Umzug am Faschingsdienstag sowie das Funkenfeuer und das Steinheimer Sommerfest.
Mit 42 aktiven und rund 50 passiven oder fördernde Mitglieder steht die Freiwillige Feuerwehr für Einsätze, Erste-Hilfe-Kurse, aber auch für das Funkenfeuer und dem Maibaumaufstellen bereit. Beliebt in Steinheim ist auch das jährliche Schlachtfest, welches die Freiwillige Feuerwehr veranstaltet.
Im März 1986 und somit jüngster Verein in Steinheim wurde von rund 50 Steinheimer der Sportverein TSV Steinheim e. V. gegründet. Aus dem mittlerweile ein Verein mit knapp 300 Mitgliedern entstand. Der Verein bietet Turnen, Walking, Aerobic und Fußball an.
Im Jahr 1899 wurde der Sängerbund als Männerchor gegründet und seit 1978 als gemischter Chor weitergeführt. Das Repertoire reicht von traditioneller Chormusik über deutsche und internationale Evergreens bis zu Gospels, die zum Teil in Originalsprache gesungen werden. Der Sängerbund hat zurzeit 122 Mitglieder, davon singen aktiv 28 im gemischten Chor und 16 im Kinderchor.
Der Obst- und Gartenbauverein wurde am 7. November 1897 unter dem Vorsitz des Steinheimer Lehrers Johann Drechsel (1883–1921) gegründet. Die Drechselstraße erinnert an ihn. Der Verein hat über 150 Mitglieder und fördert die Gartenkultur, den Freizeitgartenbau, die Landschaftspflege und den Naturschutz. Der Soldatenverein Steinheim wurde 1927 gegründet und hat ca. 50 Mitglieder. Der Zweck des Vereins ist der Zusammenschluss ehemaliger Soldaten zur Pflege der Tradition und der Kameradschaft. Er fördert die Denkmalpflege, gestaltet Gedenkfeiern und führt kulturelle Veranstaltungen durch.
Im Jahre 1973 wurde der Musikverein Steinheim e. V. gegründet, mit 35 aktiven Musikerinnen und Musikern nimmt er aktiv am Dorfleben teil. Er begleitet viele Veranstaltungen wie das Funkenfeuer, das Maibaumaufstellen, das Sommerfest, den Volkstrauertag. Außerdem organisiert er jedes Jahr ein Konzert und ein Weinfest. Für die Jugend des Musikvereins gibt es im Frühjahr einen Jugend-Info-Tag um die Ausbildung im Verein kennenzulernen.